# Валу луй Траян
Валу луй Траян (на румънски: Valu lui Traian – Траянов вал, историческо наименование: Hasancea, на турски: Hasançay) е село-център на селска община в окръг Констанца в Северна Добруджа, Румъния. Наречено е на античната фортификационна система Траянови валове, останки от които се намират в землището на кметството.

## История
За първи път названието „Валу луй Траян“ вместо Ханзача се появява в официални документи през месец октомври 1925. Днешното село е образувано по силата на ново административно-териториално деление от 1967, когато са слети Ханзача и Омурча – две села с интензивен темп на развитие и строителство, довел до тяхното сливане. В преброяването от 2002 г. селото има население от 8823 жители.

## География и забележителности
През Валу луй Траян преминава река Валя Сяке, вливаща се в канала Дунав – Черно море. В близост е Фентенита – Мурфатлар – защитен природен резерват тип флора и фауна. Селото се свързва посредством републиканската пътна и железопътна мрежа с Констанца и Черна вода. Днещната джамия в селото е построена на мястото на старата, датирана от около 1860.

## Етнически състав
|  |  |  |

|  |  |  |